# Hot Chip
Hot Chip és una banda britànica d'electropop.

## Història
La banda es va formar l'any 2000 arran de diversos treballs realitzats prèviament entre dos dels seus membres, Alexis Taylor i Joe Goddard. El 2003 els membres col·laboradors Owen Clarke, Felix Martin i després l'Doyle van passar a ser membres oficials. Després autoeditar diversos àlbums, aquest mateix any, van signar amb la discogràfica anglesa Moshi Moshi, amb la qual van treure el seu primer àlbum, de nom Coming on strong, en 2004. James Murphy, líder de LCD Soundsystem, es va interessar en ells i els va contractar per a la seva discogràfica DFA Records als Estats Units.
Un any després van signar amb la discogràfica EMI per Regne Unit i el seu segon àlbum, The warning, generaria bastant més repercussió. El seu single "Over and over" seria considerat com Cançó de l'Any 2006 per la revista musical britànica NME. El seu següent àlbum, Made in the dark, va sortir a la venda el 4 de febrer de 2008 i el seu primer senzill "Ready for the floor" aconseguir bones posicions en el UK singles chart.
En 2010 van publicar el seu quart àlbum d'estudi, One Life Stand, a la venda des del 9 de febrer.
El grup també destaca per les seves actuacions en viu i els seus remixes d'altres temes. A Espanya el grup ha actuat en festivals com el Sónar o el  FIB. El mes d'abril de 2010, es dona a conèixer un remix de la cançó  She Wolf, de Shakira.
L'1 de març del 2012, Hot Chip anunciar que el seu nou àlbum autoproduït In Our Heads seria llançat l'11 de juny del mateix any.
Com avançament a aquest publicar el videoclip del seu primer senzill Night And Day.  In Our Heads va ser llançat pel segell Domino, i inclou el retorn del percussionista Rob Smoughton, conegut també com a Grovesnor, qui s'havia allunyat el 2010.

### Àlbums d'estudi
- 2015: Why Make Sense?
- 2012: In Our Heads
- 2010: One Life Stand.[2]
- 2008: Made in the Dark.
- 2006: The Warning.
- 2004: Coming on Strong.

### Senzills i EPs
- 2000: Mexico EP (CD)
- 2002: Sanfrandisco E-Pee (CD-R only EP)
- 2003: Down with Prince (12" only EP)
- 2004: "Hittin' Skittles/Back to the Future" (limited 7")
- 2005: The Barbarian EP (12")
- 2007: Live Session (iTunes Exclusive) - EP (iTunes-only download)
- 2007: "My Piano" (12", download)
- 2008: "Hold On"/"Touch Too Much" (Remix 12")
- 2008: "Forget My Name" (con Jesse Rose)
- 2008: "Hot Chip with Robert Wyatt and Geese" (CD)
  - Made In The Dark
  - Whistle For Will
  - We're Looking For A Lot Of Love (Remixed By Geese)
  - One Pure Thought (Remixed By Geese)
- 2009: "Take It In"
- 2010: "We Have Remixes"
  - We Have Love (Hot City Remix)
  - Hand Me Down Your Love (Todd Edwards Micro Chip Remix)
  - Brothers (Caribou Remix)
  - Hand Me Down Your Love (Wild Geese Remix)
  - Take It In (Osborne Remix)
- 2010: Hot Chip, Bernard Sumner & Hot City – "Didn't Know What Love Was" [Converse]
- 2012: "Flutes"